# Espskärsfjärden
Äspskärsfjärden är en fjärd i Finland. Den ligger i kommunen Vasa i landskapet Österbotten, i den västra delen av landet, 400 km nordväst om huvudstaden Helsingfors.
Äspskärsfjärden avgränsas av Äspskäret i väster, Granskär i norr och Torskäret i öster. I söder ansluter den till Korshamnsfjärden.